# Litiofosfato
Il litiofosfato è un minerale.